# 滇西离瓣寄生
滇西离瓣寄生（学名：Helixanthera scoriarum）为桑寄生科离瓣寄生属下的一个种。